# Alkmaar Noord
Alkmaar Noord – stacja kolejowa w Alkmaarze, w prowincji Holandia Północna, w Holandii. Stacja została otwarta w 1979.
| Alkmaar Noord                |  |                         |
| Linia                        |  |                         |
| Heerhugowaardodległość: 5 km |  | Alkmaar odległość: 2 km |